# Calamia decolorata
Calamia decolorata är en fjärilsart som beskrevs av Caradja 1929. Calamia decolorata ingår i släktet Calamia och familjen nattflyn. Inga underarter finns listade i Catalogue of Life.